# Silenus

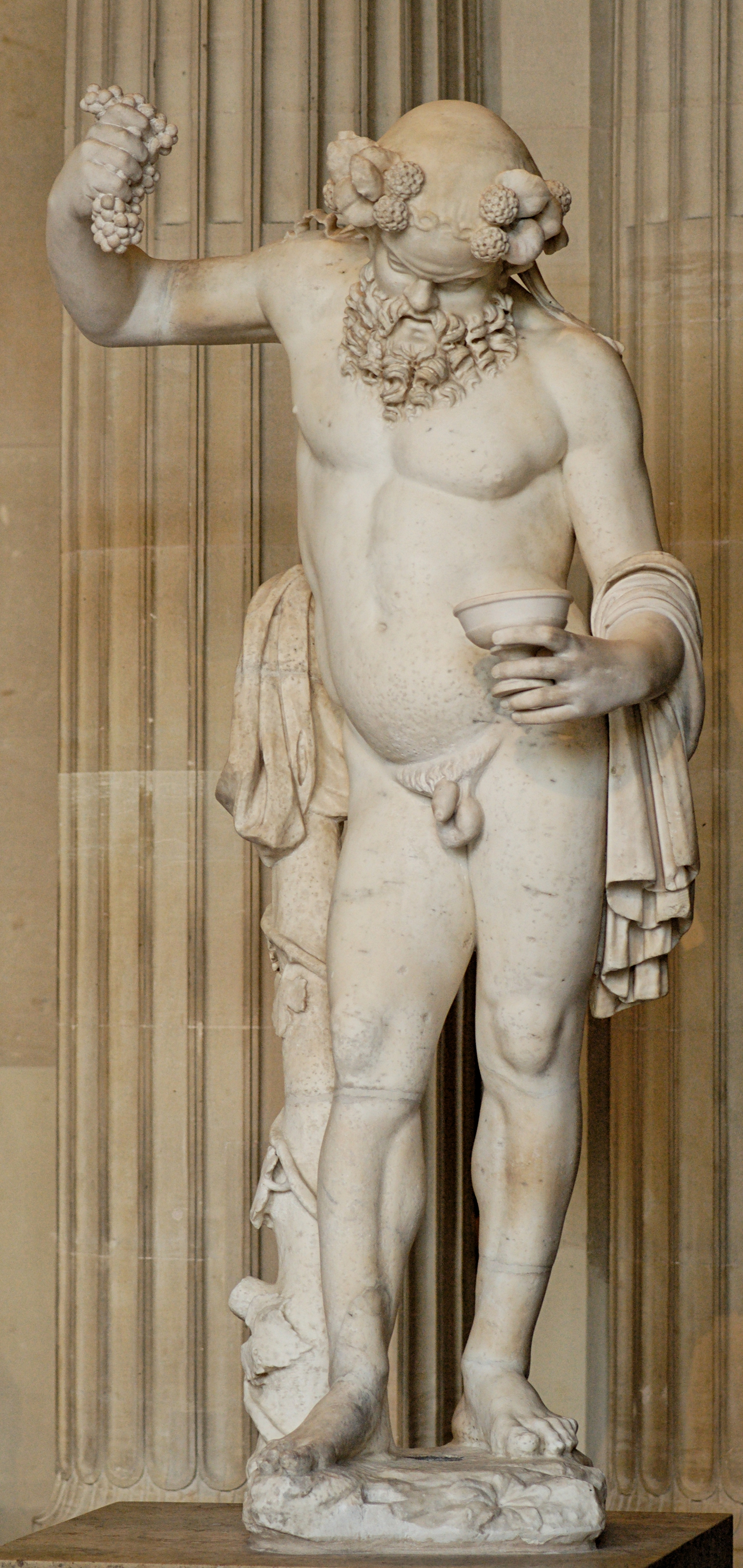
Berusad Silenus. Romersk staty från 100-talet.

Silenus (latin), på grekiska Silenos, var den äldsta satyren i den grekiska mytologin. Supandets och fylleriets gud. Han var Dionysos fosterfar.
Silenus förekommer även i myten om kung Midas där han blir så väl mottagen av kungen att han beslutar sig för att uppfylla en av hans önskningar. Midas önskade att allt han rörde vid skulle bli till guld.